# Helluomorphoides
Helluomorphoides es un  género de coleópteros adéfagos de la familia Carabidae.
Miden 9-21 mm. Las antenas son aplanadas hacia el final. Los élitros son cortos y los de algunas especies no alcanzan a cubrir el abdomen. Son depredadores, algunos atacan a hormigas. Las luces los atraen de noche. Hay 23 especies distribuidas desde Norteamérica hasta Argentina.

## Especies
Comprende las siguientes especies:
- Helluomorphoides agathyrsus (Buquet, 1835)
- Helluomorphoides balli Reichardt, 1974
- Helluomorphoides brunneus (Putzeys, 1846)
- Helluomorphoides clairvillei (Dejean, 1831)
- Helluomorphoides diana Reichardt, 1974
- Helluomorphoides femoratus (Dejean, 1831)
- Helluomorphoides ferrugineus (Leconte, 1853)
- Helluomorphoides gigantops Reichardt, 1974
- Helluomorphoides glabratus (Bates, 1871)
- Helluomorphoides io Reichardt, 1974
- Helluomorphoides juno Reichardt, 1974
- Helluomorphoides latitarsis (Casey, 1913)
- Helluomorphoides longicollis (Bates, 1883)
- Helluomorphoides mexicanus (Chaudoir, 1872)
- Helluomorphoides nigerrimus (Klug, 1834)
- Helluomorphoides nigripennis (Dejean, 1831)
- Helluomorphoides oculeus (Bates, 1871)
- Helluomorphoides papago (Casey, 1913)
- Helluomorphoides praeustus (Dejean, 1825)
- Helluomorphoides ritae Reichardt, 1974
- Helluomorphoides rubricollis (Schaum, 1863)
- Helluomorphoides squiresi (Chaudoir, 1872)
- Helluomorphoides texanus (Leconte, 1853)
- Helluomorphoides unicolor (Brulle, 1834)